# 达米安·马尔加
达米安·马尔加（法語：Damien Margat，1983年4月10日—），法国男子赛艇运动员。他曾代表法国参加世界赛艇锦标赛，获得一枚金牌和一枚铜牌，均来自男子轻量级八人单桨有舵手项目。